# Hephaestus Patera
L'Hephaestus Patera è una struttura geologica della superficie di Io.